# Ríton

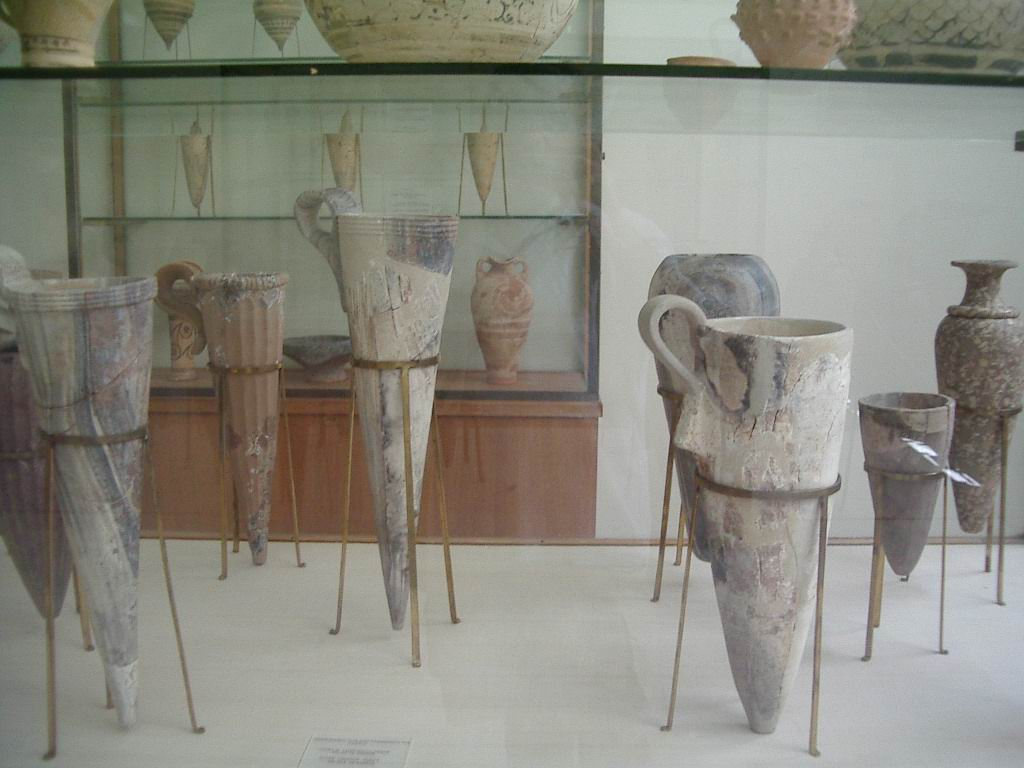
Col·lecció de rítons de'esteatita minòica del Museu Arqueològic de Càndia.

Un ríton (en grec «ῥυτόν» rhytón) és un recipient de l'Antiguitat usat per beure, o bé per vessar un líquid en alguna cerimònia com la libació. La seva morfologia evoluciona des de formes similars a la banya o el cap d'animal, fins a un tipus d'àmfora amb una nansa semicircular.

## Nom i funció

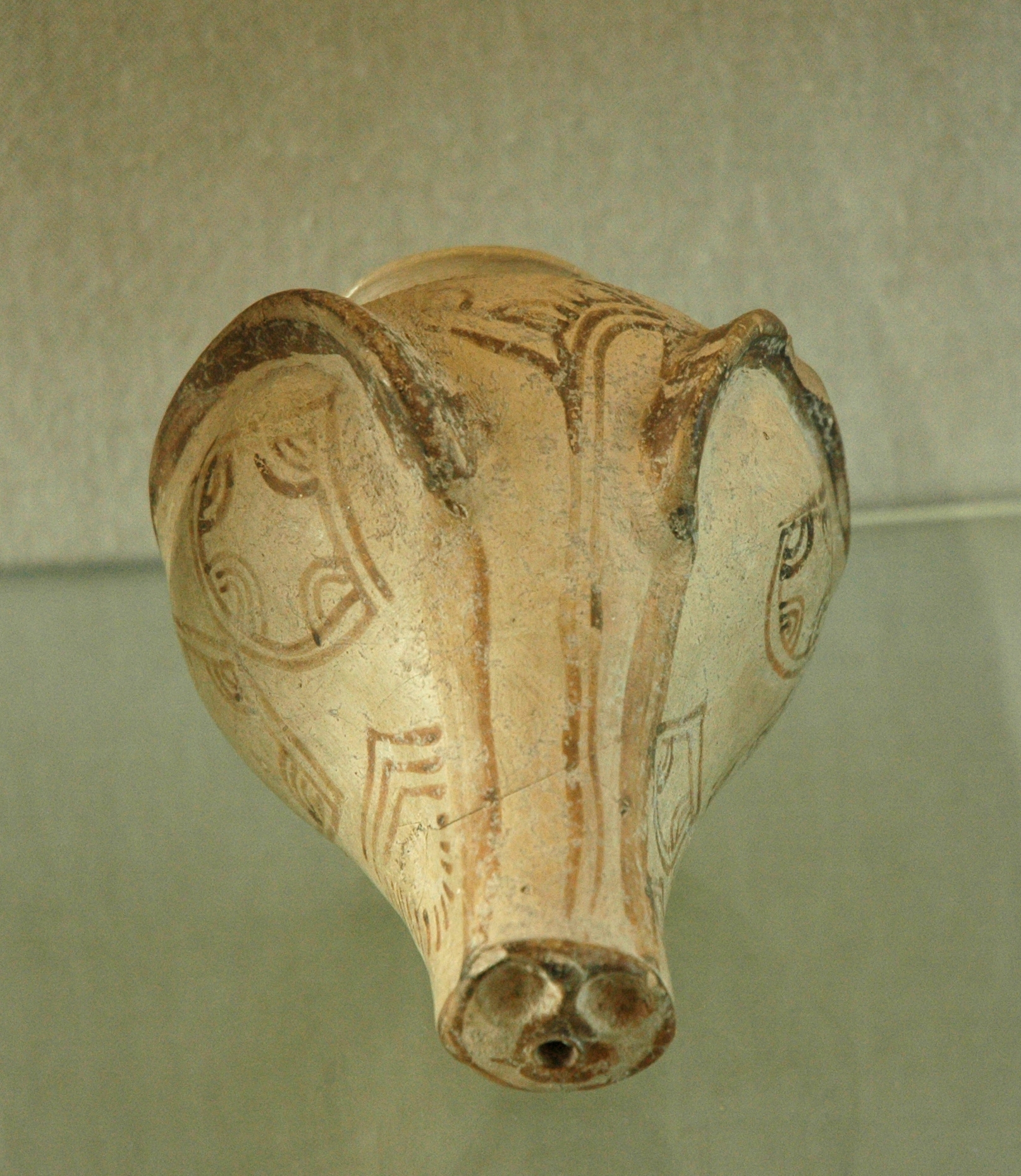
Ríton de cap de senglar d'Ugarit, vist des del peu.

La paraula es creu que deriva del protoindoeuropeu sreu -, "abocar, vessar", i podria així significar "abocador". Molts vasos considerats rítons estan caracteritzats per una àmplia boca a la part superior i un orifici en forma de con a la part inferior per on flueix el fluid. La idea és que un treu vi o aigua d'un atuell d'emmagatzematge o una font similar d'aigua, subjecta el forat amb un polze, i deixa que el fluid corri a la boca -o al terra en la libació- de la mateixa manera que el vi és begut avui d'una bota.
Smith apunta que aquest ús està atestat en pintures clàssiques i accepta l'etimologia d'Ateneu de Nàucratis que era nomenat apo tes rhyseos, «del fluir». Smith també classifica el nom com que havia estat una forma recent -en època clàssica- d'un atuell antigament nomenat kera, «banya», en el sentit de banya per beure. La paraula rhyton no està present en lineal B -que era el sistema d'escriptura més antic del grec, en època micènica-, però el ríton de cap de bou, del qual molts exemples sobreviuen, és esmentat en un inventari de Cnossos inscrit a la tauleta 231 (K872), com ke-ra-a, mostrada amb l'ideograma del bou. La paraula està restaurada com un adjectiu, «kera(h)a», amb una h micènica intervocàlica.

## Origen

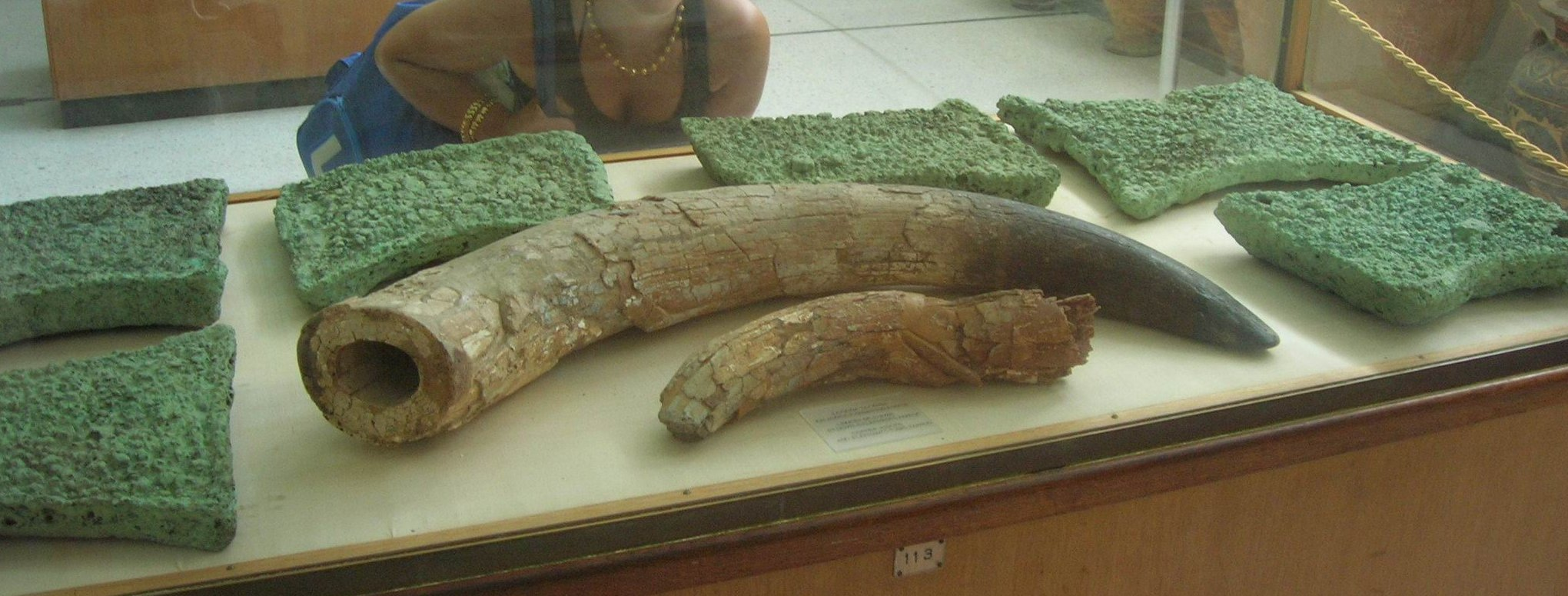
Banya, possiblement per a begudes, al Museu Arqueològic de Càndia, Creta.

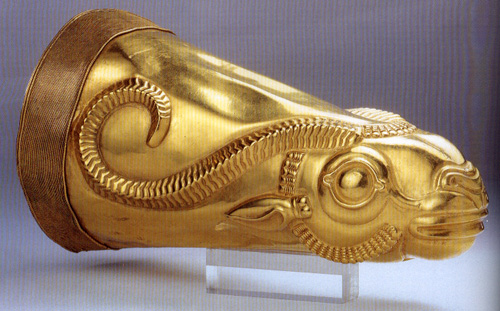
Ríton d'or del període aquemènida de l'Iran. Trobat a Ecbàtana. Museu Nacional de l'Iran.

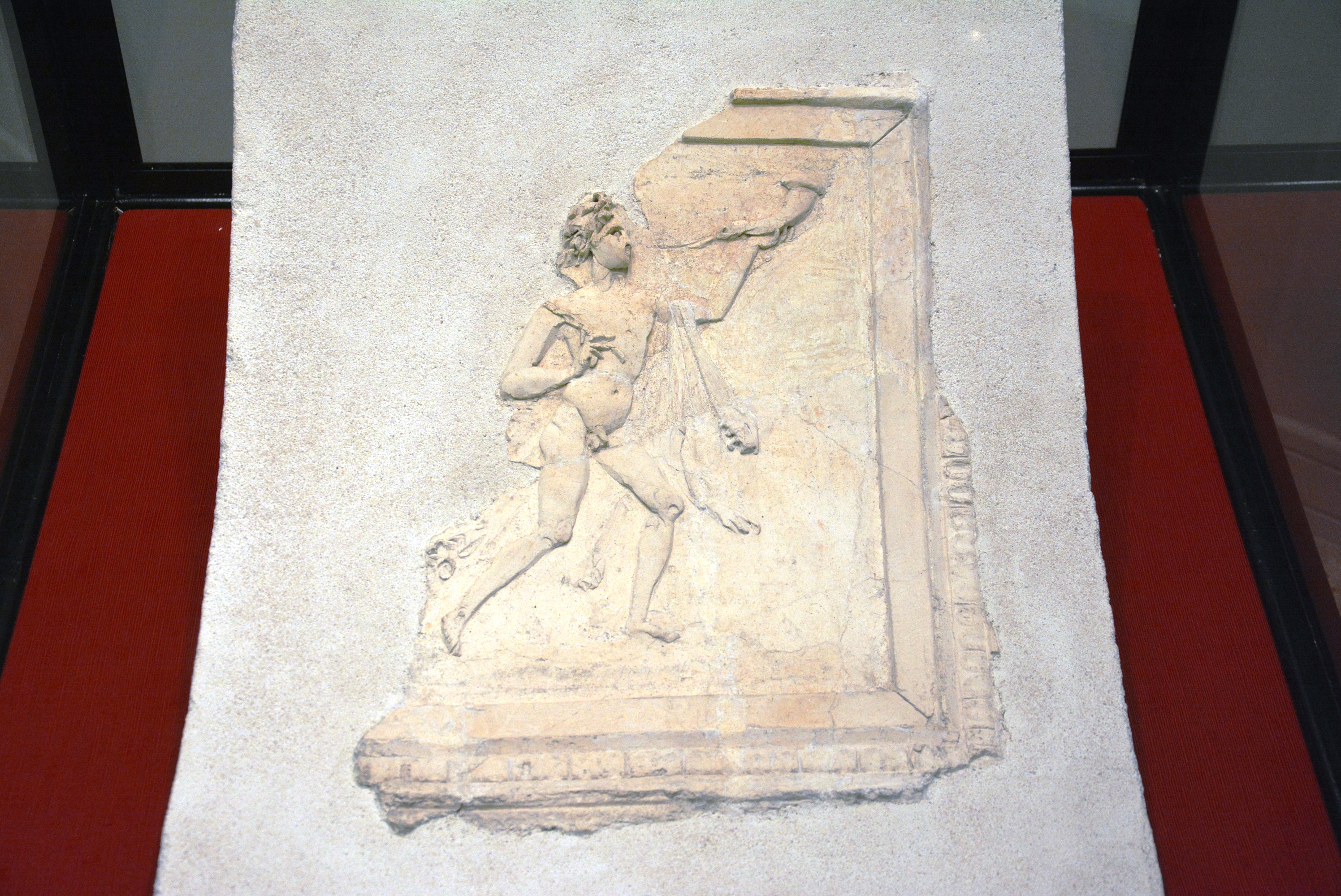
Sàtir amb un ríton.

No pot suposar-se que cada banya de beguda o vas de beguda alcohòlica va ser perforat en la part inferior, especialment als rítons de major antiguitat. Una vegada que aquestes perforacions van començar a realitzar-se van començar a donar-se rítons amb formes de caps d'animal: bòvids, equins, cèrvids, i fins i tot cànids, on el fluid brollava de la boca de l'animal.
Els rítons es troben entre les restes de civilitzacions que parlen llengües diferents al voltant del Pròxim i l'Orient Mitjà, com la Pèrsia del segon mil·lenni aC en endavant. Són modelats sovint com un cap d'animal o banya i poden ser molt ornamentats i composts amb metalls preciosos i pedres.
A la Creta minoica semblen molt habituals els caps de bou de plata i or amb forats rodons para el vi -permetent al vi ser abocat des de la boca del bou-; molts han estat recuperats dels grans palaus (Museu Arqueològic de Càndia). No tots els rítons eren tan valuosos; molts eren simples copes còniques de ceràmica decorades.

## Simbolisme grec
La ceràmica clàssica atenesa, com els vasos de figures vermelles, apareix decorada amb temes típics de la mitologia. Un tema usual són els retrats de sàtirs, que són símbols obscens, amb rítons. La forma de banya dels rítons és entreteixida en la composició amb molt de compte amb els òrgans masculins rectes dels sàtirs, però aquest tema descaradament sexual i una mica humorístic sembla un desenvolupament recent, d'acord amb l'humor atenès, com és expressat en les obres d'Aristòfanes. Els elaborats i valuosos rítons de les grans civilitzacions dels primers temps són grandiosos més que obscens, i això dona una dimensió satírica addicional als vasos pintats.

La connexió dels sàtirs amb el vi i els rítons va ser feta molt aviat. Nonnos diu en les seves Dionisíaques sobre els sàtirs: 
| « | ... I aleshores com les copes encara no existien, van extreure la beguda amb banyes de bou; per això després es va prendre el diví nom de la banya per a la barreja del vi. | » |

Karl Kerenyi citant aquest passatge comenta: «En el punt principal d'aquest mite exquisidament elaborat, en el qual el poeta recorda els rítons, no és fàcil separar els elements cretencs dels originats a l'Àsia Menor.»